# Пам'ятник Володимиру Великому (Севастополь)

Пам'ятник Володимиру Великому

Пам'ятник Володимиру Великому — пам'ятник князю київському Володимиру Святославовичу на території Херсонесу Таврійського в Севастополі. Монумент нагадує про хрещення Русі в 988 році, яке відбулося після взяття Володимиром Херсонесу Таврійського та укладення союзного договору з Візантійською імперією. Згідно Повісті временних літ, сам князь прийняв хрещення в Корсуні (Херсонесі). 
Пам'ятник встановлений 1994 року на вулиці Древній при вході до Херсонесу Таврійського. Автор — скульптор В'ячеслав Кликов.